# Municipalità di Kogarah
La municipalità di Kogarah è una local government area che si trova nel Nuovo Galles del Sud. Si estende su una superficie di 19,51 chilometri quadrati e ha una popolazione di 59.200 abitanti. La sede del consiglio si trova a Kogarah.